# Епархия Гиконгоро
Епархия Гиконгоро (лат. Dioecesis Ghikongoroënsis) — епархия Римско-Католической церкви с центром в городе Гиконгоро, Руанда. Епархия Гиконгоро входит в митрополию Кигали.

## История
30 марта 1992 года Римский папа Иоанн Павел II издал буллу «Tantis quidem», которой учредил епархию Гиконгоро, выделив её из епархии Бутаре.

## Ординарии епархии
- епископ Огюстен Мисаго (30.03.1992 — 12.03.2012);
  - епископ Филипп Рукамба (28.03.2012 — 26.11.2014) — апостольский администратор;
- епископ Célestin Hazikimana (с 26.11.2014).

## Источник
- Annuario Pontificio, Libreria Editrice Vaticana, Città del Vaticano, 2003, ISBN 88-209-7422-3
- Булла Tantis quidem  (лат.)